# 学校法人北陸学院
北陸学院（ほくりくがくいん）とは、石川県金沢市に所在するプロテスタント系ミッションスクールの学校法人である。

## 概要
金沢市内に北陸学院大学、北陸学院大学短期大学部、北陸学院中学校・高等学校、北陸学院小学校、北陸学院幼稚園として金沢市内に2園、隣接する野々市市に1園の幼稚園を持つ。日本海側で唯一、就学前教育機関から高等教育機関までを有する総合学園である。

## 沿革
- 1884年 - 米国人キリスト教宣教師メリー・K・ヘッセルにより私塾として開学する。
- 1885年 - 金沢女学校が開校。
- 1886年 - 英和幼稚園開園。英和小学校開校。
- 1900年 - 金沢女学校を北陸女学校に名称変更。
- 1903年 - 英和小学校を閉校。
- 1912年 - 英和幼稚園を北陸女学校附属幼稚園に名称変更。
- 1937年 - 財団法人組織として認可。
- 1947年 - 学制改革に伴い、北陸学院中学部を設置。
- 1948年 - 財団法人北陸学院に名称変更。学制改革に伴い、北陸学院高等学部設置。北陸女学校附属幼稚園を北陸学院幼稚園に名称変更。
- 1950年 - 北陸学院保育短期大学を開校。
- 1951年 - 財団法人から学校法人に移行。保育短期大学に保母養成所を付設。
- 1953年 - 北陸栄養専門学院を開設。北陸学院幼稚園を北陸学院保育短期大学附属第一幼稚園に名称変更。保育短期大学附属第二幼稚園(ウイン館)を開園。
- 1954年 - 保育短期大学附属彦三幼稚園を開園。
- 1961年 - 北陸学院小学校を開校。北陸学院高等学部および中学部を北陸学院高等学校、北陸学院中学校に名称変更。
- 1963年 - 北陸学院保育短期大学を北陸学院短期大学に名称変更。北陸栄養専門学院を閉校。短期大学に栄養科を増設。
- 1964年 - 短期大学に英語科を増設。
- 1966年 - 短期大学栄養科を食物栄養科に名称変更。
- 1968年 - 短期大学に教養科を増設。専攻科保育専攻を設置。
- 1977年 - 短期大学附属扇が丘幼稚園を開園。
- 1992年 - 短期大学専攻科保育専攻を廃止。短期大学附属彦三幼稚園を閉園。
- 1993年 - 短期大学附属第二幼稚園を短期大学附属ウィン幼稚園に名称変更。
- 1999年 - 短期大学に人間福祉学科を増設。
- 2000年 - 保育科を保育学科、食物栄養科を食物栄養学科、英語科を英語コミュニケーション学科、教養科を教養学科に名称変更。
- 2003年 - 中学校の特別進学コースを男女共学化。
- 2005年 - 短期大学の英語コミュニケーション学科、教養学科を改編し、コミュニティ文化学科を開設。高等学校及び中学校全コースを男女共学化。
- 2007年 - 短期大学人間福祉学科男女共学化。短期大学附属ウィン幼稚園を短期大学附属第一幼稚園に統合。
- 2008年 - 北陸学院短期大学保育学科及び人間福祉学科を改組し、北陸学院大学人間総合学部を開学。北陸学院大学地域教育開発センターを設置。北陸学院短期大学を北陸学院大学短期大学部に名称変更。短期大学部食物栄養学科、コミュニティ文化学科を男女共学化。北陸学院短期大学附属第一幼稚園を北陸学院第一幼稚園に名称変更。北陸学院短期大学附属扇が丘稚園を北陸学院扇が丘幼稚園に名称変更。
- 2012年 - 北陸学院大学人間総合学部社会福祉学科を人間総合学部社会学科に改組。

## 設置教育機関
- 北陸学院幼稚園（第一幼稚園、扇が丘幼稚園）
- 北陸学院小学校
- 北陸学院中学校・高等学校
- 北陸学院大学短期大学部
- 北陸学院大学